# Belgische federale verkiezingen 1974
De Belgische verkiezingen van 1974 vonden plaats op zondag 10 maart.
Op dezelfde dag als de verkiezingen voor het parlement (Kamer en Senaat) vonden ook de provincieraadsverkiezingen plaats en de allereerste verkiezingen voor de Cultuurraad van de Duitstalige Cultuurgemeenschap.

## Resultaten
Ingeschreven kiezers: 6.323.027
| Partij | Partij             | Kamer van volksvertegenwoordigers | Kamer van volksvertegenwoordigers | Kamer van volksvertegenwoordigers | Kamer van volksvertegenwoordigers | Kamer van volksvertegenwoordigers | Senaat    | Senaat | Senaat | Senaat | Senaat |
| Partij | Partij             | Stemmen                           | %                                 | %                                 | Zetels                            | Zetels                            | Stemmen   | %      | %      | Zetels | Zetels |
| ------ | ------------------ | --------------------------------- | --------------------------------- | --------------------------------- | --------------------------------- | --------------------------------- | --------- | ------ | ------ | ------ | ------ |
|        | BSP/PSB            | 1 401 725                         | 26,66                             | +26,66                            | 59                                | +59                               | 1 301 722 | 25,11  | +25,11 | 27     | +27    |
|        | CVP                | 1 222 646                         | 23,25                             | +4,93                             | 50                                | +10                               | 1 219 811 | 25,53  | +25,53 | 27     | +27    |
|        | PVV/PLP            | 798 818                           | 15,19                             | +13,15                            | 30                                | +26                               | 755 694   | 14,58  | -0,32  | 16     | +1     |
|        | VU                 | 536 287                           | 10,20                             | -0,91                             | 22                                | +1                                | 545 215   | 10,52  | -0,85  | 10     | -2     |
|        | PSC                | 478 209                           | 9,09                              | +2,89                             | 22                                | +7                                | 430 512   | 8,3    | +8,3   | 10     | +10    |
|        | FDF-PLDP           | 301 303                           | 5,73                              | +5,73                             | 14                                | +14                               | 589 553   | 11,37  | -1,68  | 13     | +7     |
|        | RW                 | 269 455                           | 5,12                              | -0,69                             | 11                                | -1                                | 589 553   | 11,37  | -1,68  | 13     | +7     |
|        | PSB                | 164 592                           | 3,13                              | -7,27                             | 0                                 | -25                               | —         | —      | —      | —      | —      |
|        | KPB-PCB            | 107 481                           | 2,04                              | +2,04                             | 2                                 | +2                                | 115 007   | 2,22   | -0,27  | 1      | 0      |
|        | Rode Leeuwen       | 86 929                            | 1,65                              | -0,32                             | 0                                 | -4                                | 82 959    | 1,6    | -0,27  | 2      | +2     |
|        | UDP                | 58 527                            | 1,11                              | +1,11                             | 0                                 | 0                                 | 60 400    | 1,16   | -0,02  | 0      | 0      |
|        | Overige (<1%)      | 104 966                           | 1,99                              | —                                 | 2                                 | —                                 | 81 587    | 1,56   | —      | 0      | —      |
|        | Blanco en ongeldig | 453 108                           | 7,93                              | —                                 | —                                 | —                                 | 527 014   | 9,23   | —      | —      | —      |
| Totaal | Totaal             | 5 711 639                         | 100%                              | 100%                              | 212                               | 212                               | 5 711 729 | 100%   | 100%   | 106    | 106    |

## Verkozenen
- Kamer van volksvertegenwoordigers (samenstelling 1974-1977)
- Samenstelling Belgische Senaat 1974-1977

## Regeringsformatie
De regering-Tindemans I werd gevormd met een coalitie van christendemocraten en liberalen. De grootste partij, de socialisten, ging naar de oppositie.